# رون ستيفنز (راكب الكنو)
رون ستيفنز (بالهولندية: Ron Stevens)‏ هو راكب الكنو هولندي، ولد في 15 فبراير 1959 في خيلدرلند في هولندا.

## وصلات خارجية
- رون ستيفنز على موقع أوليمبيديا (الإنجليزية)